# Agnes (musikalbum)
Agnes är ett självbetitlat debutalbum av den svenska sångerskan och 2005 års Idol-vinnaren Agnes. Albumet släpptes 19 december 2005 av Columbia Records och debuterade som nummer ett på Sverigetopplistan och stannade där i två veckor. Skivan innehåller poplåtar med 1980-tals influenser, bland annat hiten Right Here, Right Now (My Heart Belongs To You) och en cover på What A Feeling. Precis som debutsingeln så sålde även debutalbumet platina.

## Låtar
| Nr           | Titel                                                                    | Längd |
| ------------ | ------------------------------------------------------------------------ | ----- |
| 1.           | Stranded (Niclas Molinder, Joacim Persson, Pelle Ankarberg, Kerima Holm) | 3:16  |
| 2.           | Emotional (Fredrik Thomander, Anders Wikström)                           | 3:00  |
| 3.           | Right Here, Right Now (My Heart Belongs To You) (Jörgen Elofsson)        | 4:08  |
| 4.           | Forever Yours (Fredrik Thomander, Anders Wikström)                       | 3:26  |
| 5.           | Get My Math (Johan Åberg, George Samuelsson, C. Cox)                     | 3:04  |
| 6.           | I Believe (Jones, A. Nova, Vincent Pontare)                              | 3:26  |
| 7.           | For Love (M. Albertsson, N. Pettersson)                                  | 4:06  |
| 8.           | What A Feeling (G. Moroder, Irene Cara, K. Forsey)                       | 3:38  |
| 9.           | Now That I Found Love (Mack, Tysper, Grizzly, Breitung)                  | 3:43  |
| 10.          | Let Me Carry You (Jörgen Elofsson)                                       | 4:01  |
| Total längd: | Total längd:                                                             | 35:48 |

## Försäljningslistor
Agnes gick upp på Sveriges Radio P3s Albumlista vecka 51, och lämnade listan efter arton veckor, varav två på första plats.
| Position | 1 | 1 | 4 | 5 | 6 | 7 | 11 | 17 | 18 | 18 | 25 | 21 | 33 | 40 | 51 | 52 | 52 | 50 |

Right Here Right Now gick upp på Hitlistan vecka 50, och lämnade listan efter tjugotvå veckor, varav sex på första plats.
| Position | 1 | 1 | 1 | 1 | 1 | 3 | 1 | 2 | 3 | 2 | 5 | 7 | 11 | 15 | 25 | 30 | 39 | 33 | 34 | 36 | 46 | 34 |

Stranded gick upp på Hitlistan vecka 13, och lämnade listan efter nio veckor.
| Position | 29 | 32 | 29 | 27 | 29 | 42 | 41 | 52 | 48 |